# Báb
Siyyid Mírzá 'Alí-Muhammad (میرزا علی‌محمد), trgovac iz iranskog grada Širaza koji je, u dobi od 25 godina, počeo za sebe tvrditi da je novo i nezavisno utjelovljenje Boga, odnosno obećani Qá'im ili Mihdi. Nakon svoje objave uzeo je naslov Báb (باب), što znači "vrata" na arapskom jeziku, a šest godina kasnije pogubljen je od streljačkog stroja u Tabrizu.
Njegove titule, uz ostale, sadrže naslove kao što su "Glasnik vjetra" i "Točka Bayana".
Njegovi navodi su u početku, od strane nekih dijelova javnosti, bili pogrešno shvaćeni kao referenca na Vrata Skrivenog Imama Muhameda, što je on javno opovrgnuo. Kasnije je hrabro za sebe tvrdio, u prisutnosti iranskog prijestonasljednika i drugih velikodostojnika, da je Obećani.
Bahaisti za Baba tvrde da je prethodnik njihove religije. Bahaulah, prorok-osnivač bahaizma, bio je njegov sljedbenik i za sebe tvrdio da je ostvarenje njegovih proročanstava.

## Poveznice
- Bahá'í svetišta - UNESCO-ova svjetska baština u Izraelu